# Награди на България
Въпреки богатата история на България, историческите сведения за отличия в древността са оскъдни. Открити са древни български коланни апликации, които са били носени от проявили се в боя воини.

## Отличия на Трето българско царство
Отличията на Третото българско царство се делят на ордени, медали и почетни знаци.
С ордени се удостояват цивилни и военни лица за особено големи заслуги и постижения в служба на държавата. Със знаци обикновено се награждават лица за определена тяхна заслуга, а по-рядко – по повод на конкретно събитие. На външен вид те се доближават до ордените, а по същност и съдържание стоят по-близо до медалите, които се раздават по повод на някакво политическо или историческо събитие или за заслуга.
През 1879 г. с чл. 59 от Търновската конституция законодателите от Третото българско царство учредяват първия български орден, създадения на 1 януари 1880 г. военен орден „За храброст“. Най-висшето българско държавно отличие е бил орденът „Св. св. Равноапостоли Кирил и Методий“.  Архив на оригинала от 2005-04-24 в Wayback Machine.
В България Националният военноисторически музей разполага с най-много български и чуждестранни отличия.  Архив на оригинала от 2007-09-30 в Wayback Machine.

## Народна република България
Наградната система на НРБ създава много видове отличия, между които 17 ордена, подредени по старшинство в 8 степени.
Първият по старшинство е орден „Георги Димитров“, учереден 1950 г. с указ на Президиума на Народното събрание. В средата му е разположен медальон, покрит с червен емайл, върху който има златен релефен бюст на Георги Димитров в ляв профил. Получен е от 4000 души. Освен самостоятелно, орденът се е връчвал и на всички носители на златните петолъчки „Герой на Народна република България“ и „Герой на социалистически труд“, връчени съответно на 58 и 1700 души. Между тях са много български и чуждестранни политици и държавници, но и също редица общественици.
Втория орден по старшинство е Орден „13 века България“ – учреден е с указ на Държавния съвет на 16 октомври 1981 г. по повод 1300-годишнината от основаването на българската държава. Той представлява двустранно емайлирана петолъчка с вграден средновековен детайл от 8 грама злато. Негови притежатели са около 100 нашенци и чужденци.
Третия орден е орден „Народна република България“ който е с три степени – първа, втора, трета. Учереден е през 1950 г. от Президиума на НС. с него са награждавани български и чуждестранни граждани за особено високи заслуги към България.
Четвъртия по старшинство орден е орден „Червено знаме на труда“ който също е учереден през 1950 г. и с него се награждават лица с високи трудови заслуги към България. Следват ордените „Народен на труда“, „Червено знаме – Боен“, „9 ти септември“, „За народна свобода“, орден „За военна заслуга“ и орден „Кирил и Методий“.
Орден „Стара планина“ е награда за чужденци за заслуги пред България и орден „Мадарски конник“. За жени е учереден орден „На розата“.
Лауреатите на Международна ботевска награда са петнайсетина души, сред които Гюнтер Валраф, Ласло Наги, Марио Бенедети, Евгений Евтушенко и др.
През 1978 г. е учреден юбилеен медал „100 години от Освобождението на България от османско робство – 1878 – 1978 г.“. С него се награждават изтъкнати дейци, градове, села, организации и институти в страната и в чужбина.
14-каратовият знак „Летец космонавт на НРБ“ е произведен в пет екземпляра. №1 и №2 са връчени на Георги Иванов и Александър Александров.
Всички отличия от наградната система на НРБ, с изключение на трите ордена Стара планина, Мадарски конник и Орден на розата са отменени с изменение на указ №1094 на 21 март 1991 г. от VII велико народно събрание.

## Действащата наградна система
Правната уредба на действащата наградна система в Република България се съдържа в Конституцията и в Указ 1094 за духовното стимулиране. Ордените се учредяват от Народно събрание и се връчват от Президента на републиката. Предложението за връчване се прави от Министерството на външните работи, а за награждаване на български граждани с орден „Стара планина“ – от Министерския съвет.
С промените в Закона за ордените и медалите на Република България от 2003 г. съществуват шест вида ордени и един медал:
- Орден „Стара планина“ – според закона се връчва на български граждани, които имат „изключително големи заслуги към Република България“ и на чужди граждани с „изключително големи заслуги за двустранните отношения с Република България и за развитието на международното сътрудничество, укрепването на сигурността и мира между народите, както и за защита на правата и свободата на човека“. Този орден има няколко различни варианта и степени.
- Орден „Св. св. Кирил и Методий“ – дава се на български и чужди граждани, които имат „значим принос за развитието на културата, изкуството, образованието и науката“. Също има няколко варианта и степени.
- Орден „За гражданска заслуга“ – дава се на „български граждани, които имат големи заслуги за развитието и укрепването на гражданското общество, за укрепване на демократичните институции и защита на човешките права и свободи, за принос и заслуги за отбраната, сигурността и обществения ред в Република България“. Две степени – златен и сребърен.
- Орден „За военна заслуга“ – дава се на български и чужди граждани, които имат „големи заслуги за развитието и укрепването на Българската армия, за участието в мироопазващи, миротворчески и хуманитарни операции, за дългогодишна и безупречна служба и принос за опазване на националната сигурност и обществения ред в Република България“. В три степени – златен, сребърен и бронзов.
- Орден „Мадарски конник“ – за „чужди и български граждани за особено големи заслуги за установяването, укрепването и развитието на двустранните отношения с Република България“. Две степени.
- Орден „За храброст“ – за „военни и граждански лица за проявена храброст и героизъм в полза на българското общество и държава“.
- Медал „За заслуга“ – за български граждани със „заслуги в различни области на обществения живот – култура, наука, образование, отбрана и национална сигурност, здравеопазване, спорт, за укрепване и развитие на гражданското общество, за укрепване на демократичните институции и защита на човешките права и свободи, за борба с бедствия и аварии и за опазване на околната среда, както и за проявена лична доблест“. Медалът има само една степен.

Ордените и медалите се изрботват по поръчка на Президенствтото от Монетния двор на БНБ.